# Le Merzer
Le Merzer é uma comuna francesa na região administrativa da Bretanha, no departamento Côtes-d'Armor. Estende-se por uma área de 12,54 km². Em 2010 a comuna tinha 982 habitantes (densidade: 78,3 hab./km²).